# Lephana
Lephana is een geslacht van vlinders van de familie spinneruilen (Erebidae), uit de onderfamilie Calpinae.

## Soorten
- L. excisata Kaye, 1924
- L. metacrocea Hampson, 1926
- L. oedisema Hampson, 1926
- L. tetraphorella Walker, 1866